# Guido Uhlemann

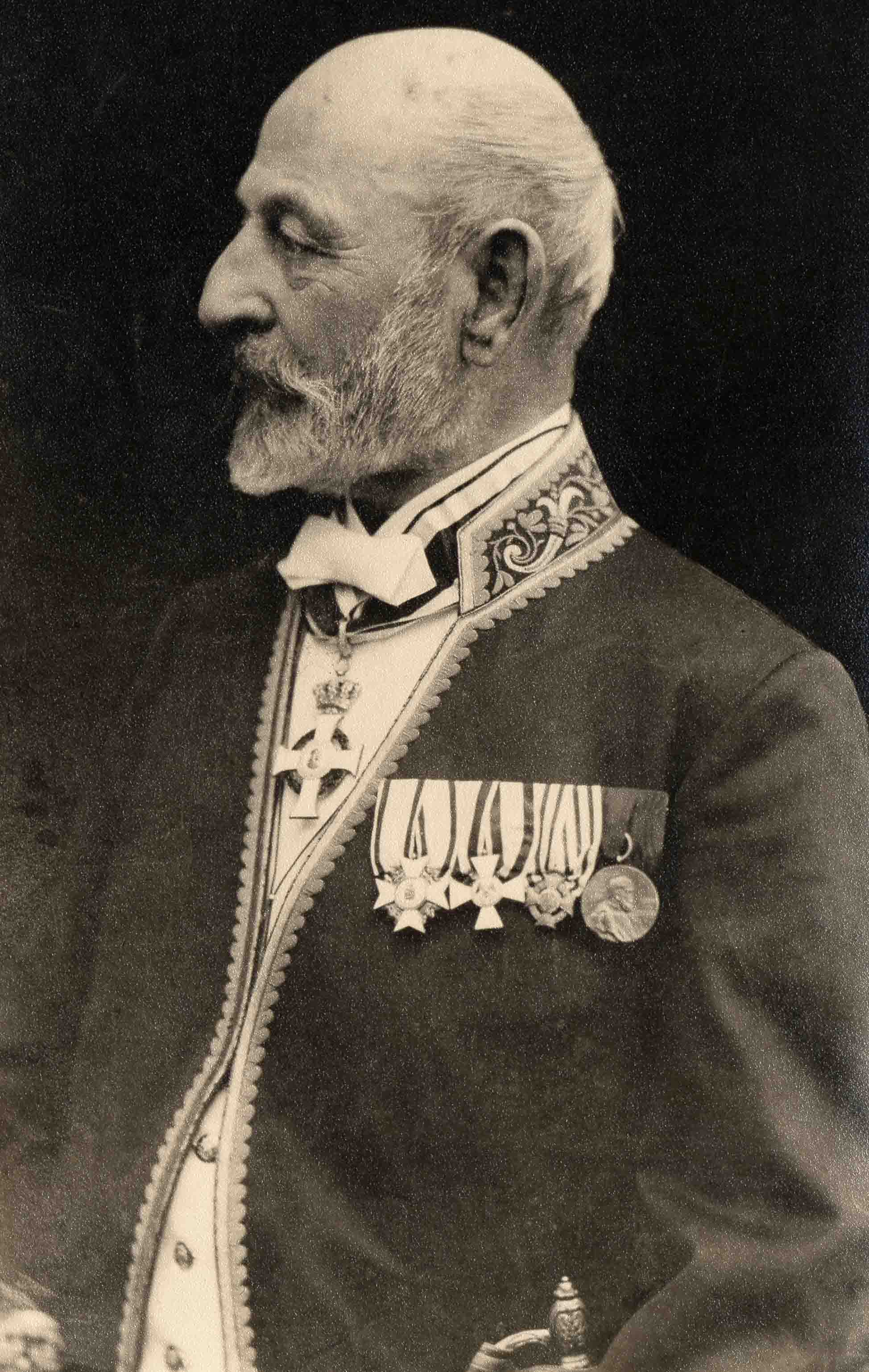
Magnus Guido Uhlemann um 1895

Magnus Guido Uhlemann (* 1. Mai 1824 in Mittweida; † 17. Juni 1904 in Görlitz bei Schrebitz) war ein deutscher Gutsbesitzer, Geheimer Ökonomierat und konservativer sächsischer Politiker. Von 1863 bis 1899 war er Abgeordneter in der II. Kammer des Sächsischen Landtags.

## Leben

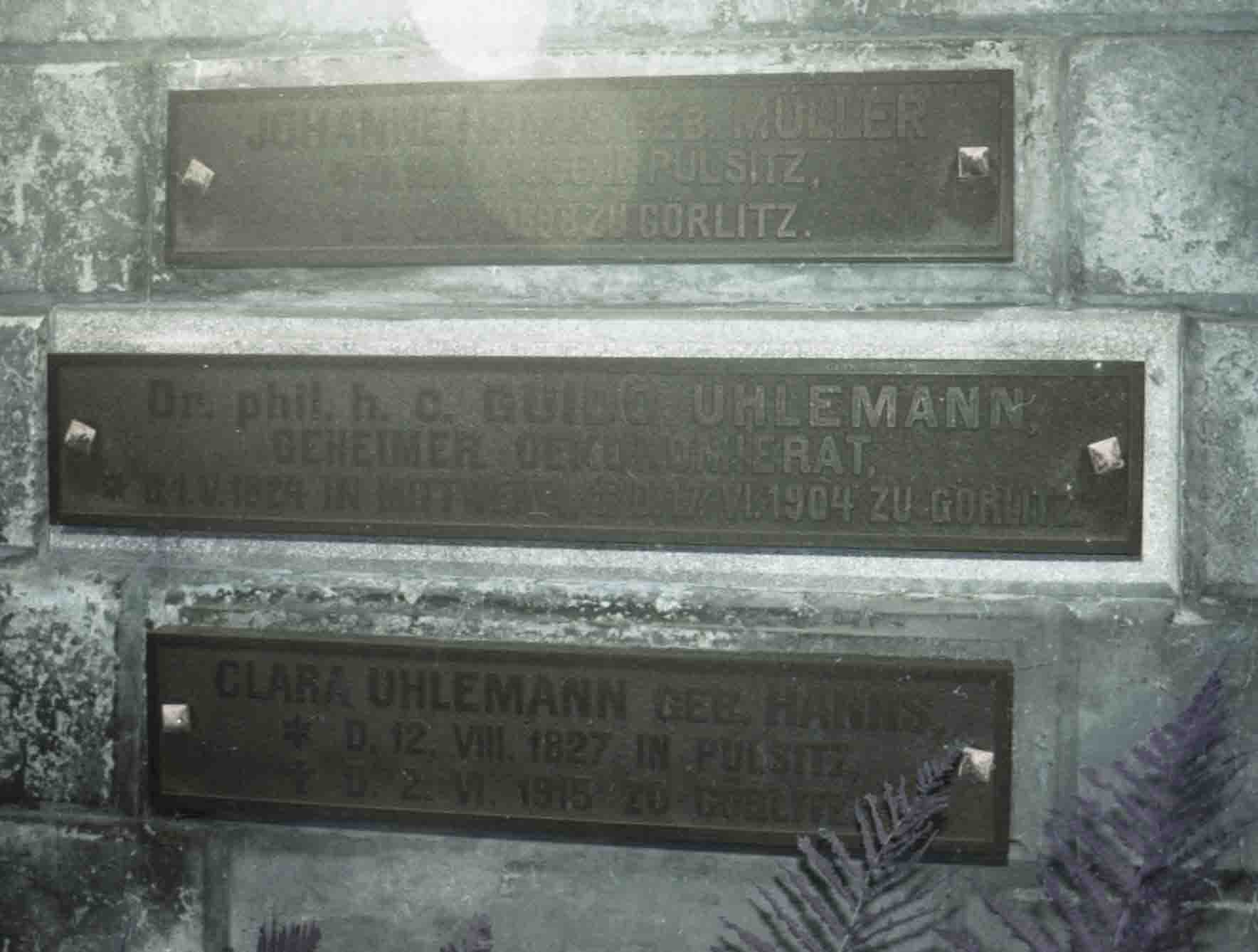
Grabstelle des Magnus Uhlemann auf dem Schrebitzer Friedhof

Magnus Guido Uhlemann war Sohn von Christian Ferdinand Uhlemann (1779–1824), Besitzer der Ratsgroßmühle und Obermüller in Mittweida, geboren. Als Kind besuchte er die Volksschule Technitz bei Döbeln und die Stadtschule in Rochlitz. Von 1841 bis 1844 studierte er an der Gewerbeschule Chemnitz und war anschließend Landwirtschaftschüler auf dem Staatsgut Bräunsdorf. Dann war er Beamter auf dem Gut Langenrinne.

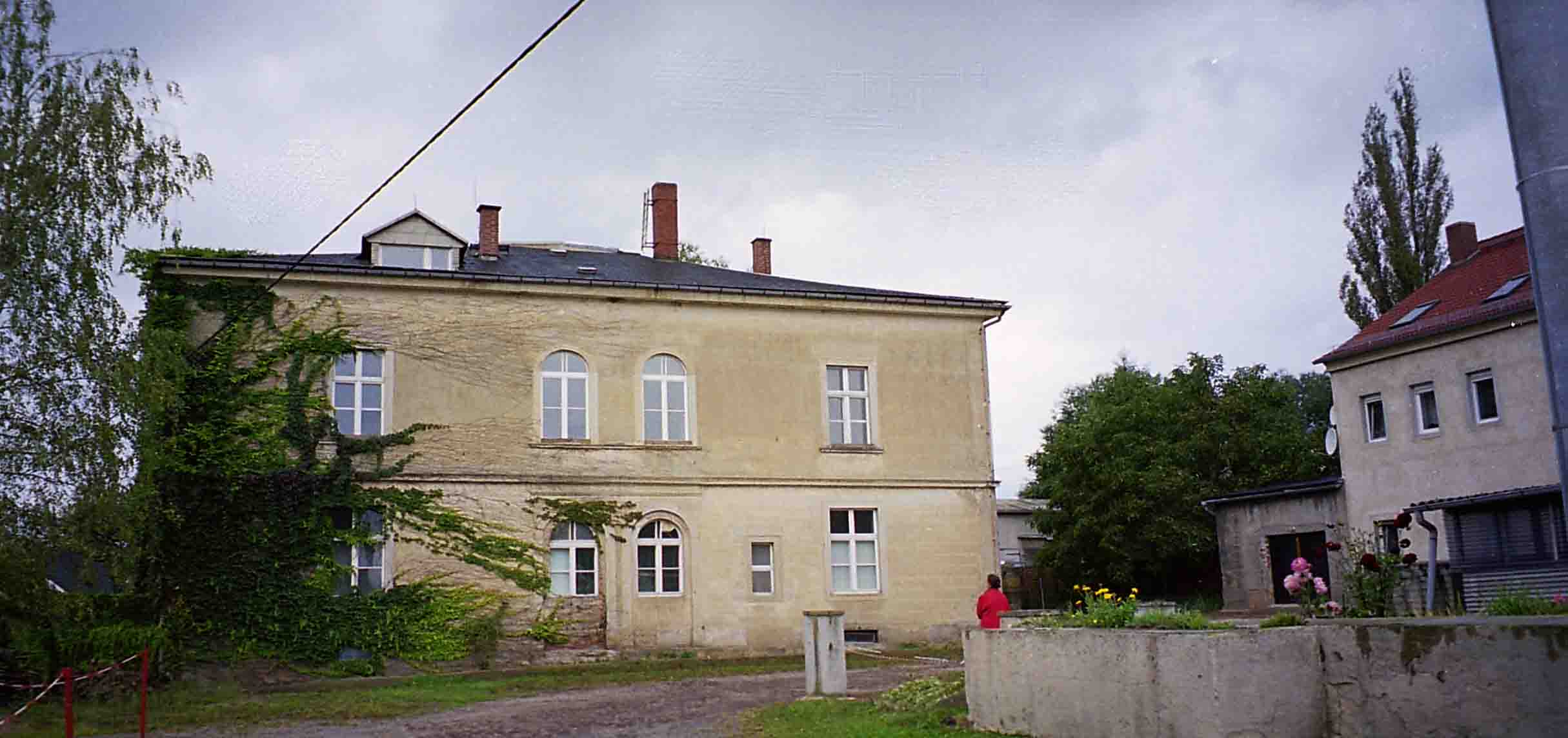
Das Gut Görlitz 2001

Ab 1850 kaufte er das Gut Görlitz bei Schrebitz. Das Gut bestand ursprünglich aus drei getrennten Bauerngütern, die im Besitze von Verwandten der Uhlemannschen Familie waren. Auf dem Gelände errichtete er eine Spiritusbrennerei und betrieb eine preisgekrönte Rinderzucht mit Allgäuer Vieh, sowie eine Schweinezucht mit dreißig Muttersauen. 1860 pachtete er das Pfarrgut Kroppach mit einer Fläche von 45 Hektar hinzu.
Am 20. März 1855 gründete er mit siebzehn weiteren Landwirten den Landwirtschaftlichen Verein Mügeln und war einer der Gründungsgesellschafter der Zuckerfabrik Döbeln.
Von 1863 bis 1899 war er Abgeordneter der II. Kammer des Königreiches Sachsen und zwar von 1863 bis 1869 im 11. bäuerlichen Wahlkreis und von 1869 bis 1899 im 26. ländlichen Wahlkreis.
1875 setzte sich Uhlemann für die Einführung des Zuckerrübenanbaues in der Region und deren Beförderung durch einen Neubau der Eisenbahn ein, die später im Volksmund als die „Rübenbahn“ bezeichnet wird.
1888 erwarb er ein Kalkwerk bei Schrebitz. 1891 wurde Uhlemann zum Ökonomierat ernannt, 1893 zum Geheimen Ökonomierat. 1897 erhielt er von der Universität Leipzig eine Ehrenpromotion zum Dr. phil. h. c. Von 1896 bis 1904 war er Vorsitzender des Verwaltungsrates des Landwirtschaftlichen Kreditvereins. Weiterhin war er von 1862 bis 1901 gewähltes Mitglied des Landeskulturrats und dabei von 1881 bis 1895 stellvertretender Vorsitzender des Landeskulturrates, 1896 Vorsitzender des Landeskulturrates. Ab 1872 war Uhlemann Mitglied des deutschen Landwirtschaftsrates, 1860 bis 1880 stellvertretender Vorsitzender des landwirtschaftlichen Kreisvereins Leipzig.
1855 gründete er den landwirtschaftlichen Verein in Mügeln, dem er bis 1897 als Vorsitzender vorstand. Von 1897 bis 1899 war er Mitglied des deutschen Eisenbahnrates in Berlin. Er war Vorsitzender der Land- und Forstwirtschaftlichen Berufsgenossenschaft, ab 1871 Mitglied der evangelisch-lutherischen Landessynode. Am 30. September 1899 feierte er goldene Hochzeit und gab alle Ämter wegen Schwerhörigkeit im Alter auf. Er starb am 17. Juni 1904 auf seinem Landgut in Görlitz und wurde auf dem Friedhof in Schrebitz beigesetzt.

## Trivia
Durch den Schrebitzer Ortsteil Görlitz führte bis 1975 die Schmalspurbahn Oschatz–Mügeln–Döbeln. Unmittelbar gegenüber dem Gut Görlitz befand sich der von Uhlemann auf eigene Kosten errichtete Haltepunkt Görlitz dieser Eisenbahn. Bei Terminproblemen musste der Diener Uhlemanns zum Haltepunkt laufen und den planmäßigen Zugverkehr anhalten mit den Worten: „Warten se der Geheimrat kommt gleich!“
Bei der Einführung des Zuckerrübenanbaues im Landwirtschaftlichen Verein Mügeln spornt er seinen Berufskollegen mit den folgenden Worten an: Nun aber den Schlafrock ausgezogen!